# اکوزوف‌تالا

اکوزوف‌تالا

اکوزوف‌تالا (به لاتین: Öküzovtala) یک منطقه مسکونی در جمهوری آذربایجان است که در شهرستان بالاکن واقع شده است.